# Gobiomorus
Gobiomorus is een geslacht van straalvinnige vissen uit de familie van de slaapgrondels (Eleotridae).

## Soorten
- Gobiomorus dormitor Lacepède, 1800
- Gobiomorus maculatus (Günther, 1859)
- Gobiomorus polylepis Ginsburg, 1953